# Amerikaanse Populaire Revolutionaire Alliantie
De Amerikaanse Populaire Revolutionaire Alliantie (Spaans: Partido Aprista Peruano) is een politieke partij in Peru. De leider is Alan García. De partij, ook wel APRA genoemd (Alianza Popular Revolucionaria Americana, "Amerikaanse Revolutionaire Volksalliantie"), kwam voort uit de Peruviaanse universiteitshervormingen van 1918, waarbij een toegenomen volksbewustzijn een grote rol speelde. Een van de jongeren die erbij betrokken waren, was Víctor Raúl Haya de la Torre (1895–1979), die in 1930 overging tot de stichting van de partij.

## Signatuur
De partij positioneerde zich links van het midden. Doelstelling was het opkomen voor vrijheid, democratie en sociale gerechtigheid, en dat vooral voor de kleine man: fabrieksarbeiders, boeren, kleine ambachtslieden, mijnwerkers, maar ook handelaars en hogeropgeleiden.
De optiek was vanaf het begin internationaal. Samenwerking met andere landen was, aldus Haya de la Torre, onontbeerlijk, en er werd ook gestreefd naar een "integratie van Latijns-Amerikaanse volkeren". Onderwijs werd als een grote noodzaak beschouwd.

## Politieke rol
De APRA was als regeringspartij voor de Peruaanse strijdkrachten onaanvaardbaar zolang Haya de la Torre leider was, en die bleef dat tot zijn dood. Vijfmaal won hij de presidentsverkiezingen, en alle keren greep het leger in.
Na een tien jaar durend militair regime won de partij de constituerende congresverkiezingen van 1978. Haya de la Torre stelde zich weer kandidaat voor het presidentschap, maar zijn dood in 1979 kwam tussenbeide. Zijn opvolger, Armando Villanueva del Campo, stond aan het hoofd van een verdeelde APRA en verloor de verkiezingen.
 Na de verkiezingen van 1985 had de APRA tot 1990 regering onder president Alan García, en werden economische saneringen doorgevoerd. Bij de presidentsverkiezingen van 1990 behaalde APRA-kandidaat Alva Castro slechts een derde plaats, waarop links in de tweede ronde steun gaf aan de succesvolle kandidaat, Alberto Fujimori.
In de verkiezingen van 2006 werd APRA-leider Alan García opnieuw tot president gekozen.